# Max Sauvé
Maxime "Max" Sauvé, född 30 januari 1990, är en kanadensisk-fransk före detta professionell ishockeyforward.
Han har tidigare spelat för Boston Bruins i National Hockey League (NHL); Kölner Haie i Deutsche Eishockey Liga (DEL); Boxers de Bordeaux i Ligue Magnus; Providence Bruins, Rockford Icehogs och Norfolk Admirals i American Hockey League (AHL); South Carolina Stingrays i ECHL samt Remparts de Québec och Foreurs de Val-d'Or i Ligue de hockey junior majeur du Québec (LHJMQ).
Sauvé draftades av Boston Bruins i andra rundan i 2008 års draft som 47:e spelare totalt.
Han är son till Jean-François Sauvé; brorson till Bob Sauvé samt kusin till Philippe Sauvé.

## Statistik
| 2005–2006    | Vikings des Laurentides  | LHMAAAQ      | 41  | 16 | 30  | 46  | 54  | 5  | 1 | 3 | 4  | 2 |
| 2006–2007    | Remparts de Québec       | LHJMQ        | 60  | 10 | 6   | 16  | 24  | 2  | 0 | 0 | 0  | 2 |
| 2007–2008    | Remparts de Québec       | LHJMQ        | 38  | 12 | 20  | 32  | 22  | —  | — | — | —  | — |
|              | Foreurs de Val-d'Or      | LHJMQ        | 32  | 14 | 19  | 33  | 8   | 4  | 2 | 3 | 5  | 2 |
| 2008–2009    | Foreurs de Val-d'Or      | LHJMQ        | 64  | 27 | 49  | 76  | 43  | —  | — | — | —  | — |
| 2009–2010    | Foreurs de Val-d'Or      | LHJMQ        | 25  | 13 | 22  | 35  | 26  | 6  | 5 | 2 | 7  | 2 |
|              | Providence Bruins        | AHL          | 6   | 2  | 0   | 2   | 2   | —  | — | — | —  | — |
| 2010–2011    | Providence Bruins        | AHL          | 61  | 21 | 17  | 38  | 36  | —  | — | — | —  | — |
| 2011–2012    | Boston Bruins            | NHL          | 1   | 0  | 0   | 0   | 0   | —  | — | — | —  | — |
|              | Providence Bruins        | AHL          | 39  | 11 | 15  | 26  | 40  | —  | — | — | —  | — |
| 2012–2013    | Providence Bruins        | AHL          | 52  | 10 | 13  | 23  | 24  | —  | — | — | —  | — |
|              | Rockford Icehogs         | AHL          | 8   | 1  | 2   | 3   | 4   | —  | — | — | —  | — |
| 2013–2014    | Norfolk Admirals         | AHL          | 47  | 6  | 8   | 14  | 19  | 7  | 2 | 0 | 2  | 4 |
| 2014–2015    | Kölner Haie              | DEL          | 27  | 3  | 6   | 9   | 24  | —  | — | — | —  | — |
| 2015–2016    | South Carolina Stingrays | ECHL         | 10  | 1  | 4   | 5   | 2   | —  | — | — | —  | — |
| 2016–2017    | Marquis de Jonquière     | LNAH         | 6   | 1  | 2   | 3   | 4   | —  | — | — | —  | — |
| 2017–2018    | Boxers de Bordeaux       | LM           | 40  | 15 | 32  | 47  | 10  | 11 | 3 | 8 | 11 | 8 |
| 2018–2019    | Boxers de Bordeaux       | LM           | 12  | 2  | 8   | 10  | 4   | —  | — | — | —  | — |
| NHL totalt   | NHL totalt               | NHL totalt   | 1   | 0  | 0   | 0   | 0   | —  | — | — | —  | — |
| LM totalt    | LM totalt                | LM totalt    | 52  | 17 | 40  | 57  | 14  | 11 | 3 | 8 | 11 | 8 |
| AHL totalt   | AHL totalt               | AHL totalt   | 213 | 51 | 55  | 106 | 125 | 7  | 2 | 0 | 2  | 4 |
| LHJMQ totalt | LHJMQ totalt             | LHJMQ totalt | 219 | 76 | 116 | 192 | 123 | 12 | 7 | 5 | 12 | 6 |

### Internationellt
| Källa:        | Källa:        | Källa:        |         | Utv = Utvisningsminuter | Utv = Utvisningsminuter | Utv = Utvisningsminuter | Utv = Utvisningsminuter | Utv = Utvisningsminuter |
| År            | Lag           | Mästerskap    | Matcher | Mål                     | Assists                 | Poäng                   | Utv                     |                         |
| ------------- | ------------- | ------------- | ------- | ----------------------- | ----------------------- | ----------------------- | ----------------------- | ----------------------- |
| 2008          | Kanada        | U18-VM        | 7       | 0                       | 6                       | 6                       | 2                       |                         |
| Junior totalt | Junior totalt | Junior totalt | 7       | 0                       | 6                       | 6                       | 2                       |                         |